# 山本康世
もしかして
- 山木康世

ではありませんか？